# Eremo di Santa Maria Infra Saxa
L'eremo di Santa Maria Infra Saxa sorge a Genga (in provincia di Ancona), nelle Marche, nella stessa cavità nella quale è ricavato il Tempio neoclassico, detto del Valadier. L'Eremo venne costruito tra le rocce ed è parzialmente scavato nella parete della grotta. Le prime testimonianze scritte dell'eremo sono del 1029 e parlano di un monastero femminile di clausura abitato da monache benedettine. 
Si crede che un tempo la popolazione si rifugiasse in queste grotte per sfuggire agli attacchi degli invasori.
All'interno del monastero, fino agli anni '40, era presente una statua in legno della Madonna, distrutta in un incendio che interessò parte del convento. Oggi è stata sostituita con una statua in pietra copia dell'originale.

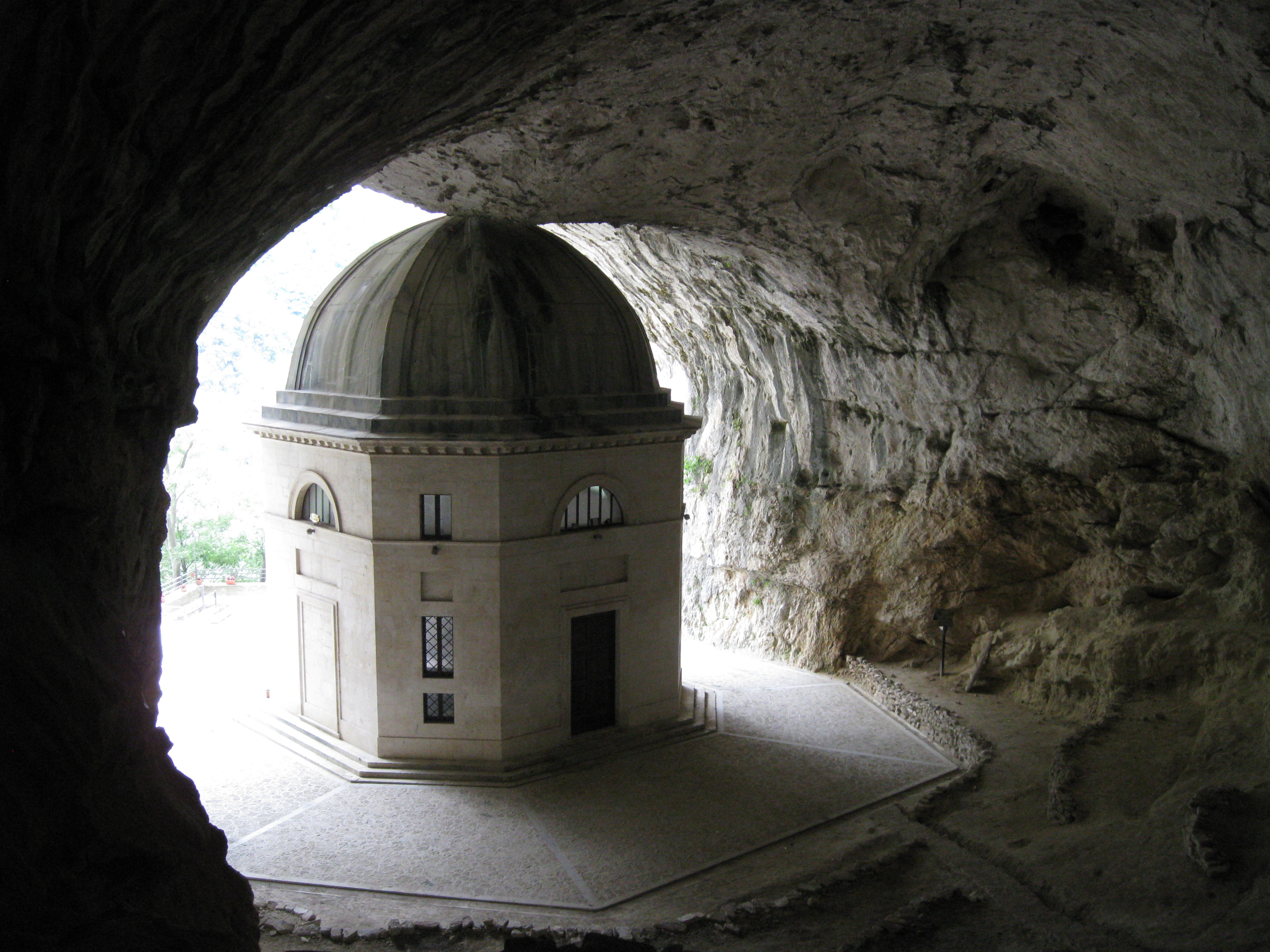
Il tempio neoclassico, detto del Valadier

## Tempio neoclassico, detto del Valadier
Nei pressi dell'eremo, completamente inserito nella grotta c'è il ben più visibile tempio neoclassico, detto del Valadier. Si tratta di un edificio a pianta ottagonale in travertino locale, ricoperto da un tetto di piombo, voluto da papa Leone XII (nato proprio nel castello di Genga), e compiuto entro il 1828. Il progetto dell'elegante tempio è comunemente riferito all'architetto Giuseppe Valadier, ma le più recenti ricerche hanno chiarito, grazie ad una ricca ed inedita documentazione d'archivio, la vera storia della costruzione, definendone la cronologia e correggendone l'attribuzione. La commissione  del tempio è infatti avviata dall'allora cardinale Annibale della Genga sin dal 1817, e il progetto si deve ai successivi interventi degli architetti Tommaso Zappati, Pietro Ghinelli, autore di importanti edifici marchigiani in stile neoclassico, quali  il Teatro delle Muse di Ancona e il Foro Annonario di Senigallia, e Carlo Donati.
All'interno del tempio è presente una copia della statua in marmo raffigurante la Madonna con il bambino della bottega di Antonio Canova (l'originale è conservato nel Museo di Genga. Arte, storia e territorio).